# 馬克·本內特
馬克·本內特（英語：Mark Bennett；1993年2月3日—）是一位蘇格蘭橄欖球運動員。他是蘇格蘭國家橄欖球隊的一員，代表蘇格蘭參加了2015年世界盃橄欖球賽。